# Acadomia
Acadomia, fondée en 1989 sous le nom de Cours Études Secours, est la marque commerciale de la société Domia Group, une entreprise française de soutien scolaire à domicile.
Présidée par Maxime Aiach, elle est contrôlée par la société MCP Education, filiale de Metric Capital Partners, un fonds d'investissement britannique.

## L'entreprise
En 1989, Maxime Aiach, alors étudiant, fonde « Cours Études Secours » qui, six ans plus tard, réalise 1 million d'euros de volume d'affaires. En 1995, Aiach rencontre le publicitaire Philippe Coleon pour l'assister dans sa communication. L'entreprise se professionnalise quant au recrutement et à la rémunération des professeurs. En 2001, la société entre en bourse sur Alternext, mais face à un bilan mitigé, elle se retire en 2014. En 2005, la société fonde Shiva, fournisseur de personnel de ménage. En 2009, Acadomia lance une opération de communication « bachelier ou remboursé », initiative controversée. Entre 2009 et 2010, la société enregistre des pertes et ses comptes redeviennent équilibrés en 2011. L'entreprise investit dans les cours collectifs, qui en 2015 représentent un chiffre d'affaires de 14 millions d'euros (sur un total d'environ 40 millions). 
En 2020, Acadomia dispose d’un réseau de 120 agences, suit plus de 100 000 élèves avec l’aide de 20 000 « enseignants » encadrés par plus de 500 conseillers pédagogiques. Toute personne titulaire d'un bac + 3 (licence) peut être employée comme enseignant. 
Comme toutes les entreprises de services à la personne, la prestation offerte par la société — comme celle offerte individuellement par un étudiant déclaré — ouvre droit à un crédit d'impôt et/ou réduction d'impôt pour l'emploi à domicile de 50 %, ce qui a favorisé son développement et celui de tout le secteur.
En 2013, l'entreprise possède 40 % de parts de marché du soutien scolaire en France. 
En 2014, MCP Education, filiale de MCP (un fonds d'investissement britannique), annonce le lancement d'une offre de liquidité au prix de 0,50 euro par action. Cette offre, non soumise à déclaration de conformité par l'AMF, vise l'intégralité du capital de Domia Group non détenu par MCP Education et est suivie du retrait du Marché Libre de Euronext Paris. Cette offre de liquidité prend la forme d'une offre volontaire d'achat. L'action est donc retirée de cotation en bourse[réf. nécessaire].
En 2018, Philippe Coleon déclare que le principal concurrent du secteur est le marché noir ; le budget annuel moyen, pour un élève, représente environ 500 € (après déduction du crédit d'impôt) : les prestations s'adressent donc à des « milieux plutôt privilégiés ».

## Fonctionnement
Acadomia est un mandataire qui signe un double mandat avec les familles d'un côté et les enseignants de l'autre. Les enseignants, qui sont souvent étudiants de faculté, sont ainsi directement employés par les familles qui souhaitent offrir des cours particuliers à leurs enfants. Les cotisations sociales sont payées par les familles en tant qu'employeurs. Les familles cotisent à travers Acadomia à l'URSSAF, pour les cotisations sociales, et à l'IRCEM, pour les cotisations retraite, de façon totalement déclarée. Les enseignants reçoivent ainsi une somme allant de 10 à 14,50 €/h dans le primaire, de 10,75 à 18,25 €/h dans le secondaire. Les heures de cours sont facturées 32 à 40 €/h aux familles.  
En avril 2000, l'entreprise a été introduite en bourse sur Euronext Paris. L'entreprise se développait alors à rythme soutenu de 40 % notamment à travers des créations d'agences dans l'ensemble de la France,. Son chiffre d'affaires est décuplé de l'an 2000 à 2010. En 2011, l'entreprise éprouve des difficultés à rentabiliser son réseau d'agence.  
En avril 2014, conformément à l'article 4.2 alinéa 5 de la Note d'Organisation du Marché Libre, l'actionnaire majoritaire de la société a demandé le retrait de la négociation des actions inscrites sur le Marché Libre[réf. nécessaire].  
Acadomia Groupe a commencé en 2004 une diversification vers le monde des services à la personne. La société compte 14 filiales dont Spésup  focalisée sur les filières de classes préparatoires ainsi que la première année de médecine ou de droit.

## Controverses

### Protection des données
Le 27 mai 2010 la Commission nationale informatique et libertés (CNIL) a rendu publique l'existence de deux fichiers d'Acadomia contenant des informations sur les parents, enfants et professeurs, considérés par la Commission comme étant non conformes à la Loi Informatique et Libertés.
En juin 2010, la Brigade de répression de la délinquance contre la personne (BRDP) a ouvert une enquête sur le fichier de cette filiale située à Aix-en-Provence, qui recense tant des enseignants que des candidats-enseignants et des élèves et leurs familles, et utilise en outre le numéro de sécurité sociale à des fins d'interrogations de fichiers du Ministère de la Jeunesse et des Sports,,. 
En réponse, Acadomia a affirmé que ce fichier était destiné à assurer la protection des enfants qui lui étaient confiés en collaboration avec le Ministère de la Jeunesse et des Sports et Ministère de l'Intérieur. Par ailleurs, l'entreprise a annoncé avoir nommé un responsable des fichiers et a ouvert des comptes sur les principaux réseaux sociaux afin de répondre à la crise.

### Chômage partiel
En juin 2020, Mediapart publie les témoignages de plusieurs salariés affirmant que, lors de la crise du Covid-19, l'entreprise les aurait déclarés comme étant au chômage partiel alors qu'ils travaillaient à temps complet. L'article révèle également que l'inspection du travail a été saisie par plusieurs salariés, et qu'une lettre dénonçant ces pratiques a été adressée à un député, transmise ensuite au cabinet de la ministre du Travail. Ces accusations sont cependant démenties par la direction d'Acadomia et par les élus du CSE, la DRH évoquant seulement « des incompréhensions et des adaptations pour certains cas particuliers ».